# Riksdagen 1599
Riksdagen 1599 ägde rum i Stockholm.
Efter riksdagen 1597 uppstod stridigheter mellan Sigismund och hertig Karl. Efter Sigismunds trupper lidit ett nederlag vid Stångebro, nära Linköping, i september 1598, ingick de ett fördrag den 28 september som innebar att det som lovats vid Sigismunds kröning skulle gälla och stridigheterna upphöra. Sigismund uttalade strax efter att han inte tänkte uppfylla det han lovat och seglade till Danzig 20 oktober. Den 5 februari i Jönköping uttalade ett möte att om Sigmund inte avser hålla sin löften kommer ständerna inte längre bevisa konungen hörsamhet och lydnad samtidigt som hertig Karl började att återta de slott och borgar som lydde under Sigismund.
Ständerna kallades för att sammanträda 24 maj, men belägringen av Kalmar slott drog ut på tiden, kunde riksdagen först börja en månad senare och hertig Karl anlände först 11 juli. 
Riksdagen beslutade att avsätta Sigismund och detta dagtecknades den 24 juli. Karl förblir riksföreståndare. 